# Gustavsfors bruk

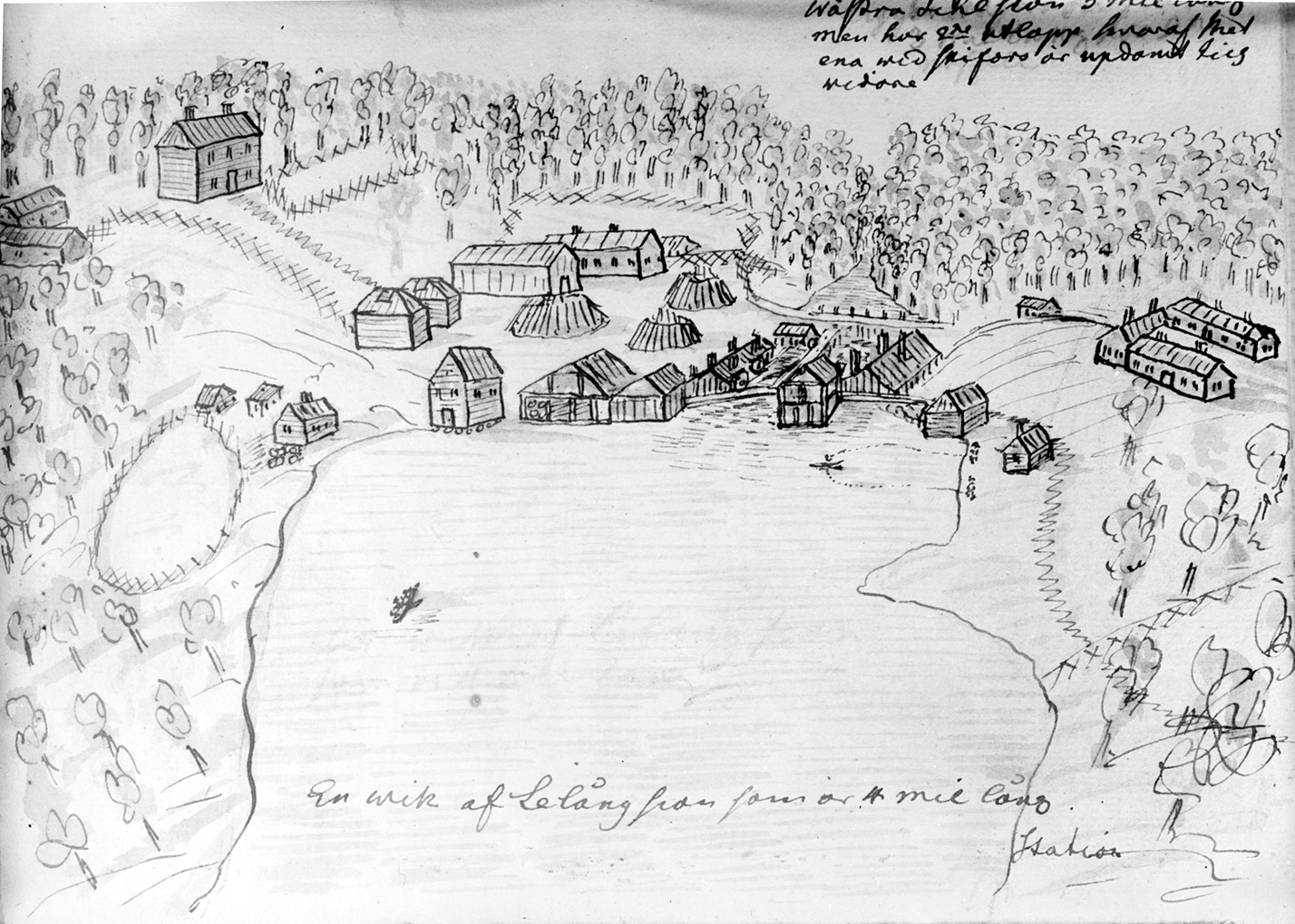
Gustafsfors bruk på 1750-talet enligt en skiss av Reinhold Angerstein.

Gustavsfors bruk var ett svenskt företag, ursprungligen järnbruk, senare pappersbruk i Gustavsfors, Bengtsfors kommun i Dalsland.
Gustavsfors bruk grundades 1747 av bröderna Nils och Jöns Koch. Det hade järnmanufakturtillverkning med tillhörande ämnesjärnsmide. Gustavsfors bedrev tillsammans med Billingsfors bruk och Bäckefors bruk ståltillverkning under 1700-talet. Man tillverkade brännstål i stålugnar, vilket innebar att stångjärnet bäddades in i kolstybb och vid långvarig upphettning i stålugnen tog järnet upp kol och övergick till stål. Liksom för övriga järnbruk i Dalsland betydde 1800-talet för Gustavsfors expansion och undergång. I och med att Gustaf Ekman fick intressen i bruket 1838 börjar en ny tid för Gustavsfors, bland annat infördes Lancashireprocessen där 1845. Två år senare installerades på bruket ett av de första spårvalsverken i Sverige. Produktionen av stångjärn kulminerade 1870 men endast två år därefter lades Gustavsfors ned som järnbruk.
Istället omvandlades bruket till Gustavsfors Fabrikers Bolag 1873, och Gustavsfors gick i täten för den nya pappersindustrin och 1874 anlades en av Sveriges första pappersmassefabriker under Johan Ekman som disponent. Under några år på 1890-talet fanns i Gustavsfors ett pappersbruk som tillverkade omslagspapper, men detta överflyttades snart till Skåpafors, där fabriken även drev ett dubbelramigt sågverk. I början av 1900-talet tillkom vid Krokfors en ny fabriksanläggning och man uppförde där ett träsliperi, som nedlades 1927. Istället anlades ett elkraftverk för kraftleverans till Gustavsfors.
1944 uppgick Gustavsfors Fabrikers AB i Billingsforskoncernen och kort tid därefter nedlades sulfatfabriken och sulfatmassetillverkningen centraliserades till Billingsfors. Istället startades en fabrik för tillverkning av mineralull 1948. Denna nedlades dock efter några år och 1956 bildades Gustavsforsverkens AB med grovplåtarbeten som ändamål. Även denna verksamhet upphörde dock snart.